# Zweedse literatuur
Zweedse literatuur verwijst naar geschreven literatuur in de Zweedse taal dan wel geschreven door Zweedse auteurs.
De Zweedse literatuur kende een hoogtepunt rond 1900 met het werk van August Strindberg en Selma Lagerlöf, dat alom gerekend wordt tot de wereldliteratuur. Een bijzondere traditie is herkenbaar in de kinderliteratuur, met Astrid Lindgren als belangrijke exponent, en in het genre van de misdaadroman, waarin Stieg Larsson en Henning Mankell internationale faam verwierven.
De Zweedse literatuur heeft zeven winnaars van de Nobelprijs voor de Literatuur voortgebracht: Selma Lagerlöf (1909), Verner von Heidenstam (1916), Erik Axel Karlfeldt (1931), Pär Lagerkvist (1951), Eyvind Johnson, (1974), Harry Martinson (eveneens 1974) en Tomas Tranströmer (2011).

## Geschiedenis

### Voorhistorische tijd
De eerste Zweedse geschriften waren runen die merendeels dateren van 300 na christus tot het jaar 1200. Later verdrong Latijn het runenschrift als schrijftaal in Zweden. Bestudering van de runen leerde dat er in Scandinavië en dus ook in Zweden al vroeg een literaire traditie bestond. Op meerdere runenstenen staan verzen te lezen of andere teksten van literaire waarde. Bekend is de Runensteen van Rök, waarop de oudste Noord-Europese strofe voorkomt in eenzelfde strofenvorm waarin later de Edda neergeschreven werd. Zweden heeft van alle Scandinavische landen verreweg de meeste runenstenen.

### Middeleeuwen
De enige werken waarin de geest van de Zweedse voortijd is blijven bestaan zijn de provinciale wetten. Zo begon men omstreeks 1220 met het schrijven van de Westrogotische wet (in het moderne Zweeds Västgötalagen genaamd), de oudste Zweedse tekst die in het Latijnse alfabet is geschreven. Andere provinciale wetten uit deze tijd zijn bijvoorbeeld de Upplandslagen, de Gutalagen en de Södermannalagen. Beter dan in andere Noord-Europese landen werd in de provinciale wetten de Oudgermaanse geest en de sobere volkse stijl van mondelinge overlevering goed bewaard. De wetsprekers, die aan het hoofd stonden van het ding, een rechtsprekende instantie, gebruikten deze teksten om de wet op te lezen en meteen te wijzen op praktische toepassingen. In het begin van de veertiende eeuw werd onder koning Magnus II ook een nationale wet gecodificeerd. Deze verzameling, met de naam Landslag, werd waarschijnlijk samengesteld door geestelijken en edelen aan het hof van Magnus II.
Bekende Zweedse schrijvers in de middeleeuwen waren geestelijken, zoals Brynolf Algotsson, Petrus de Dacia en Sint-Birgitta. Daarnaast deed de hoofse literatuur van Franse en Duitse schrijvers na verloop van tijd ook in Zweden haar intrede en werden diverse teksten in het Zweeds bewerkt. Een bekende verzameling romans van deze tijd is de Eufemiavisorna. Hiertoe behoort onder meer een vertaling van Yvain van de Franse dichter Chrétien de Troyes. Een ander belangrijk werk is de Erikskrönikan, de eerste in het Oudzweeds geschreven kroniek, met daarin onder meer een beschrijving van de geschiedenis van Zweden in de tweede helft van de dertiende eeuw.

### Reformatie en renaissance
Tijdens de Reformatie, die in Zweden begon onder het bewind van Gustaaf Wasa (r. 1523-1560), werd de basis gelegd van de huidige Zweedse taal. Een belangrijke rol daarbij speelde de eerste volledige, door de koning verordonneerde Bijbelvertaling, de Gustav-Wasa Bijbel, die nog tot 1917 in zwang zou blijven. De lutherse kerkhervormers Olaus Petri (1593-1552), Laurentius Petri (1499-1573) en Laurentius Andreae (c. 1470-1552) namen het grootste deel van de vertaling voor hun rekening. Zij ontleenden hun inspiratie aan de Duitse Bijbelvertaling van Maarten Luther. De belangrijkste teksten uit deze tijd met literaire waarde betroffen humanistische gotische religieuze literatuur, met de katholieke aartsbisschop Johannes Magnus (1488-1544) en diens broer Olaus Magnus (1490-1557) als belangrijkste exponenten.
Tijdens de regeerperiode van Gustaaf II Adolf ontwikkelde Zweden zich tot een Europese mogendheid en ontstonden er meer internationale contacten. Daarmee doet ook een door de renaissance beïnvloedde literatuur haar intrede, met het barokke hexametrische gedicht 'Hercules' (1658) van Georg Stiernhielm (1598-1672) als hoogtepunt. In deze periode werden vanuit een nieuw ontstane bovenklasse ook diverse andere lyrische werken geschreven, waarbij humanistische uitgangspunten en gotische stijlelementen steeds herkenbaar bleven. Namen die daarbij horen zijn Olaus Rudbeck (1630-1702), Gunno Eurelius Dahlstierna (1661-1709), Johan Runius (1679-1713) en Haquin Spegel (1645-1714). Spegel had ook contacten in Nederland en haalde onder anderen Jacob Cats en Joost van den Vondel aan in zijn werk.

### Achttiende eeuw: verlichting
De 18e eeuw wordt in de Zweedse literatuur wel aangeduid als de "gouden eeuw". De standaard ging aanzienlijk omhoog en voor het eerst werden werken geproduceerd die van internationaal niveau waren. Belangrijk in deze ontwikkeling was de uitgave het spectatoriale weekblad Then Swänska Argus (1832-1834) door Olof von Dalin (1708-1763), waarin verlichte ideeën werden verspreid via politieke allegorieën en satiren, die ook het gewone volk bereikten. Daarnaast introduceerde Dalin klassieke poëzie, naar het voorbeeld van het Franse classicisme. Ook Hedvig Charlotta Nordenflycht, de eerste Zweedse vrouwelijke dichteres van naam, werkte in deze klassieke stijl. Jacob Henrik Mörk (1715-1763) schreef met Adelriks och Giöthildas äfwentyr (1742) de eerste voldragen Zweedse roman.
De belangrijkste dichters van de late 18e eeuw waren Johan Henrik Kellgren (1751-1795) en Carl Michael Bellman (1740-1795). Kellgren was een uitgesproken navolger van de Verlichting en een bewonderaar van Voltaire. Voor het Zweedse hof van Gustaaf III schreef hij ook veel spraakmakende drama's, met elementen uit de rococo, waarin hij niet schroomde God te loochenen en erotische lyriek te integreren. Bellman werkte vooral met beelden uit de klassieke mythologie en groeide met name door zijn drinkliederen uit tot een van de populairste schrijvers van zijn tijd.
Tot slot, hoewel geen literator, kan ook de botanicus Carl Linnaeus genoemd worden, wiens boeken in de 18e eeuw sterk bijdroegen tot het voorzichtig ontstaan van een leescultuur.

### Negentiende eeuw: romantiek en realisme
Aan het begin van de 19e eeuw deed de invloed van de Duitse literatuur zich nadrukkelijk gelden (Goethe, Schiller). Rond 1810 verschenen twee tijdschriften, Polyfem in Stockholm en Phosphoros in Uppsala, die zich keerden tegen het classicisme en nadrukkelijk kozen voor de (Duitse) romantiek. Belangrijkste voorman van de groep uit Uppsala, de fosforisten genoemd, was de dichter Per Daniel Amadeus Atterbom (1790-1855), met in zijn kielzog Erik Gustaf Geijer (1783-1847) en Esaias Tegnér (1782-1846), alle drie academici en leden van de Zweedse Academie. Ook Erik Johan Stagnelius (1793-1823) dient als romanticus pur sang te worden genoemd. Geijer en Tegnér vonden elkaar later in Götiska Förbundet, een invloedrijk literair genootschap. Hun werk had een sterk nationalistische insteek en greep vaak terug op de geschiedenis van de Vikingen en Oudgermaanse sagen. Adolf Arwidsson gaf een verzameling historische volksliedjes uit, Svenska fornsånger (3 dln., 1834-1842).
Kort na de romantische golf deed zich vervolgens ook een groep realistische schrijvers gelden, die zich in belangrijke mate richtten op Franse voorbeelden, met een liberale insteek. Hun belangrijkste exponent was Carl Jonas Love Almqvist (1793-1866), die met zijn Drottningens juvelsmycke (1834, De Juwelen van de Koningin) eerst nog een roman schreef in de romantische traditie, maar met Det går an (1839, De week met Sara) als eerste een realistisch beeld schetste van een ongehuwd samenwonend paar en daarmee een nieuwe kritisch liberale fase inluidde in de Zweedse literatuur. Zijn voorbeeld werd gevolgd door de feministische Fredrika Bremer (1801-1865) en Emilie Flygare-Carlén (1807-1892), en iets later Viktor Rydberg (1828-1895), die zich keerde tegen het dogmatische geloof, en de dichters Carl Snoilsky (1841-1903) en de Fin Johan Ludvig Runeberg (1804-1877).

### Naturalisme, Strindberg
Eind 19e eeuw beleefde Zweden in versneld tempo de overgang van een arm boerenland naar een jonge industriestaat, met alle sociale vraagstukken van dien. De radicale maatschappijkritiek van Georg Brandes deed zich gelden in de literatuur en vanuit Noorwegen en Denemarken druppelden voorzichtig avant-gardistische tendensen door. De belangrijkste literaire stroming werd die van het naturalisme.
De belangrijkste vertegenwoordiger van het Zweedse naturalisme was August Strindberg (1849-1912). Zijn Röda rummet (1879, De rode kamer), de eerste grote sociale roman in Zweden, geldt daarbij als baanbrekend. Strindberg schreef ook diverse grote naturalistische drama's, zoals Fadres (1887, De vader) en Fröken Julie (1888, Freule Julie) en groeide uit tot een literator van wereldfaam. Andere naturalistische schrijvers als Gustaf af Geijerstam (1858-1909) en Victoria Benedictsson (1850-1888) bleven sterk bij hem in de schaduw, evenals een aantal getalenteerde lyrische dichters uit die tijd.

### Neoromantiek
In de jaren 1890 ontstond onder aanvoering van Oscar Levertin (1862-1906) en de latere Nobelprijswinnaar Verner von Heidenstam (1859-1940) een soort tegenbeweging tegen het toen dominante naturalisme. Ze verzetten zich tegen het door het zo genaamde "schoenmakersrealisme" en bepleitten in een pamflet uit 1890, Pepitas bröllop, een esthetische stijl (l'art pour l'art) op basis van harmonie en verbeelding, sterk neigend naar de neoromantiek. Ook de lyrici Dan Andersson (1888-1920), Gustaf Fröding (1860-1911) en Nobelprijswinnaar Erik Axel Karlfeldt (1864-1941) kwamen voort uit deze traditie. Fröding werd daarbij ook sterk beïnvloed door het symbolisme, met soms archaïsche trekken. Karlfeldt koos vooral volksverhalen tot uitgangspunt.

### Lagerlöf, psychologische roman, kinderliteratuur
Een duidelijk eigen weg ging rond de eeuwwisseling Selma Lagerlöf (1858-1940). Ook zij schreef aanvankelijk neoromantische werken in reactie op het naturalisme (Gösta Berlings Saga, 1891), maar legde allengs steeds meer nadruk op de psychologische aspecten binnen haar werk. Met haar kinderboek Nils Holgersson (1911) zette ze bovendien de toon voor een sterke Zweedse traditie van kinderliteratuur waar later ook Astrid Lindgren (1907-2002) aan ontsproot, schrijfster van Pippi Langkous (1945), evenals Maria Gripe (1927-2007), Tove Jansson (1914-2001) en Sven Nordqvist (1946). Lagerlöf schreef sterk lyrisch proza, in een fantasievolle stijl, vaak vanuit een sociaal geëngageerde opstelling. Ze kreeg in 1909 de Nobelprijs.
Van belang als psychologisch romanschrijver en dramaturg waren ook Hjalmar Söderberg (1869-1941) en Hjalmar Bergman (1883-1931), die beide in tegenstelling tot Lagerlöf schreven vanuit een pessimistisch nietzscheaans mensbeeld, in het geval van Söderberg in een dromerige stijl met duidelijke invloeden vanuit het impressionisme.

### Modernisme
Strindberg zou na de eeuwwisseling zijn naturalistische stijl inruilen voor een meer symbolistisch georiënteerde werkwijze, waarmee hij de toon zette een sterke experimentele vernieuwing in de Zweedse literatuur. Hij zou nieuwe hoogten bereiken met werken als Ett drömspel (1902, Een droomspel). In het kielzog van Strindberg zou vervolgens in de eerste helft van de 20e eeuw een grote groep modernistische dichters het Zweedse literatuurtoneel betreden, die behalve symbolistische invloeden vaak ook surrealistische en expressionistische elementen in hun werk integreerden. Een markerend moment is de verschijning van de explosieve, vitalistische gedichtenbundel Fem unga (Nederlands: De jonge vijf), met Artur Lundkvist (1906-1991) en Nobelprijswinnaar Harry Martinson (1904-1978) als drijvende krachten. Andere belangrijke modernisten zijn Vilhelm Ekelund (1880-1949), Edith Södergran (1892-1923) en Karin Boye (1900-1941). In zekere zin kan ook de Nobelprijswinnaar Pär Lagerkvist (1891-1974) in deze traditie worden geplaatst, hoewel die een veelheid aan stijlen hanteerde en na de Tweede Wereldoorlog vooral bekendheid kreeg met een aantal moralistische romans, zoals Barabbas (1950), dat ingaat op het vraagstuk van goed en kwaad.

### Proletarische schrijvers
In de Zweedse romankunst ontwikkelde zich tussen de twee wereldoorlogen ook een sterke "proletarische" schrijversschool, die het boeren- en arbeidersleven tot centraal thema maakte, vaak vanuit een sociale optiek. De bekendste onder hen is Vilhelm Moberg (1898-1973), die met zijn "Emigrantenreeks" internationale faam verkreeg. Andere exponenten van deze stroming waren Ivar Lo-Johansson (1901-1990) en Moa Martinson (1890-1964). Ook Nobelprijswinnaar Eyvind Johnson (1900-1976) kan in dit rijtje worden geplaatst, hoewel hij, veel gebruik makend van monologue interieur, een duidelijk eigen stijl had, politiek geëngageerd, zich zowel tegen het communisme als tegen het fascisme kerend.
Een eigen plek wordt ingenomen door Frans Bengtsson (1894-1954), die ook meestal schreef over eenvoudige mensen, maar dan vooral in een historische context, bijvoorbeeld over het leven van de Vikingen.
Een verwante stroming ontstond verder in de troubadourpoëzie, in navolging van de achttiende-eeuwer Carl Michael Bellman, met Birger Sjöberg (1885-1929) als grootste naam in de 20e eeuw. In de jaren 1970 zetten Evert Taube (1890-1976) en de halve Nederlander Cornelis Vreeswijk (1937-1987) deze traditie verder voort.

### Contemporaine literatuur
Na de Tweede Wereldoorlog werd de Zweedse literatuur nog lange tijd gedomineerd door schrijvers die reeds voor de oorlog naam hadden gemaakt, zoals Lagerkvist, Moberg, Lo-Johansson, Martinson en Johnson. Nieuwe namen kwamen met Lars Ahlin (1915-1997) met zijn ideeënromans, Stig Dagerman (1923-1954) die existentialistische werken schreef, Per Anders Fogelström (1917-1998) die Stockholm tot thema nam, Sven Delblanc (1931-1992) met fantasievolle romans, de Fin Bo Carpelan (1926-2011) die sterk melancholisch schreef, en Sara Lidman (1923-2004) die voortbouwde op de proletarische romantraditie. Van een dominante "school" kon nauwelijks worden gesproken.
Een heuse traditie binnen de Zweedse literatuur ontstond wel rondom het genre van de misdaadroman. Sinds de jaren 1960 en 1970 genoten Per Wahlöö (1926-1975) en Maj Sjöwall (1935) wereldwijde bekendheid. In de 21e eeuw gelden Stieg Larsson (1954-2004), Liza Marklund (1962) en Henning Mankell (1948) internationaal als meesters in het genre.
In de 21e eeuw kent Zweden voorts een aantal literaire romanciers van wereldfaam, met Torgny Lindgren (1938), Kerstin Ekman (1933), Per Olov Enquist (1934) en toneelschrijver Lars Norén (1944) als grootste namen. Als belangrijkste dichters van de moderne tijd gelden Lars Forssell (1928-2007) en vooral Tomas Tranströmer (1931), de Nobelprijswinnaar van 2011, die begonnen als experimenteel dichter in zijn latere periode steeds toegankelijker zou gaan schrijven. Een nieuwe naam dient zich aan met Jonas Jonasson (1961), die in 2009 met zijn roman De 100-jarige man die uit het raam klom en verdween andermaal aanknoopte bij het suspensegenre.

### Verwijzingen
1. 1 2  Bredsdorff e.a. 1951, p. 31.
2. ↑  Bredsdorff e.a. 1951, p. 32-33.
3. ↑  Peneau 2009, p. 443.
4. ↑  Bredsdorff e.a. 1951, p. 33.
5. ↑  Bredsdorff e.a. 1951, p. 35.
6. ↑  (en)  Virpi Zuck e.a., 'Swedish literature' in: Encyclopædia Britannica. Geraadpleegd op 25 december 2013.
7. ↑  Peneau 2009, p. 444.
8. ↑  (en)  Tom Småberg (2012), 'The ritual battle of tournament: tornej, dust, and bohord in medieval Sweden ca. 1250-1320.' in: Devising Order: Socio-religious Models, Rituals, and the Performativity of Practice, p. 168. Uitg.: BRILL, ISBN 9789004240032.
9. 1 2  Cf. Encyclopedie van de wereldliteratuur, deel 10, blz. 362.
10. ↑  Meerdere uit Finland afkomstige schrijvers schreven in het Zweeds en worden tot de Zweedse literatuur gerekend.
11. 1 2  Cf. Encyclopedie van de wereldliteratuur, deel 10, blz. 363.
12. ↑  Cf. Encyclopedie van de wereldliteratuur, deel 10, blz. 365.